# HD209790
HD209790 — хімічно пекулярна зоря спектрального класу A3, що має  видиму зоряну величину в смузі V приблизно  4,4.
Вона  розташована на відстані близько 101,7 світлових років від Сонця.

## Магнітне поле
Спектр даної зорі вказує на наявність магнітного поля у її зоряній атмосфері.
Напруженість повздовжної компоненти поля оціненої з аналізу
становить   80,0± 140,0 Гаус.